# Prêmio Melhor do Acesso
Prêmio Melhor do Acesso é uma premiação entregue para os melhores do Grupo de Acesso do Carnaval de São Paulo. É organizada pela Equipe Melhor do Acesso desde 2003. No decorrer da década de 2010, obteve certa notoriedade no meio e a partir de 2019 também passou a premiar os melhores do Grupo de Acesso 2 (anteriormente chamado de Grupo 1 da UESP).

## Quadro Geral

### Grupo de Acesso 1
Em 18 anos de atividade o Prêmio Melhor do Acesso premiou as agremiações do Grupo de Acesso de São Paulo por 265 vezes em diversas categorias. A Camisa Verde e Branco é a grande ganhadora do prêmio nesse período, com 49 vitórias em 12 disputas (a escola esteve no Grupo Especial em outros 6 carnavais). A Leandro de Itaquera é a segunda colocada com 22 prêmios, enquanto Unidos do Peruche e Pérola Negra empatam no terceiro lugar com 21 estatuetas cada.
| Escola | Prêmios |
| --- | ------- |
| Camisa Verde e Branco | 49      |
| Leandro de Itaquera | 22      |
| Unidos do Peruche e Pérola Negra | 21      |
| Mancha Verde | 15      |
| Águia de Ouro e Imperador do Ipiranga | 14      |
| Nenê de Vila Matilde | 13      |
| Barroca Zona Sul | 12      |
| Acadêmicos do Tatuapé | 11      |
| Morro da Casa Verde | 09      |
| Colorado do Brás | 08      |
| Dragões da Real e Unidos de Vila Maria | 07      |
| Tom Maior, Independente Tricolor e Acadêmicos do Tucuruvi                                                                                      | 05      |
| Gaviões da Fiel, Vai-Vai e Estrela do Terceiro Milênio                                                                                         | 04      |
| Imperial | 03      |
| Unidos de São Lucas, União Independente da Zona Sul e X-9 Paulistana                                                                           | 02      |
| Camisa 12, Prova de Fogo, Torcida Jovem do Santos, Uirapuru da Mooca, Mocidade Unida da Mooca, Primeira da Aclimação e Combinados de Sapopemba | 01      |

### Grupo de Acesso 2
Em dois anos de premiação, 10 escolas já foram agraciadas com troféus por suas boas exibições no Grupo de Acesso 2.
| Escola | Prêmios |
| --- | ------- |
| Dom Bosco de Itaquera | 03      |
| Unidos de Santa Bárbara, Unidos do Peruche, Estrela do Terceiro Milênio, Combinados de Sapopemba, Imperador do Ipiranga, Camisa 12, Morro da Casa Verde, Uirapuru da Mooca e Amizade da Zona Leste | 01      |

## Prêmio de Melhor Escola
A principal premiação anual do Prêmio Melhor do Acesso é o troféu de Melhor Escola, que elege o melhor desfile do Grupo de Acesso todo ano. Com quatro premiações, a escola de samba Camisa Verde Branco é a agremiação com mais troféus de Melhor Escola, tendo vencido a categoria nos anos de 2007, 2013, 2015 e 2016. A Unidos do Peruche foi eleita o melhor desfile do Grupo de Acesso pela premiação em três ocasiões: 2005, 2008 e 2010. Mancha Verde e Águia de Ouro com duas estatuetas cada completam o pódio no terceiro lugar.
| Ano  | Melhor Escola          |
| ---- | ---------------------- |
| 2020 | Acadêmicos do Tucuruvi |
| 2019 | Barroca Zona Sul       |
| 2018 | Águia de Ouro          |
| 2017 | Colorado do Brás       |
| 2016 | Camisa Verde e Branco  |
| 2015 | Camisa Verde e Branco  |
| 2014 | Unidos de Vila Maria   |
| 2013 | Camisa Verde e Branco  |
| 2012 | Nenê de Vila Matilde   |
| 2011 | Dragões da Real        |
| 2010 | Unidos do Peruche      |
| 2009 | Águia de Ouro          |
| 2008 | Unidos do Peruche      |
| 2007 | Camisa Verde e Branco  |
| 2006 | Imperador do Ipiranga  |
| 2005 | Unidos do Peruche      |
| 2004 | Mancha Verde           |
| 2003 | Acadêmicos do Tatuapé  |

## Vencedores entre 2003 e 2020
2020
Grupo de Acesso 1
- Escola: Acadêmicos do Tucuruvi
- Alegoria: Acadêmicos do Tucuruvi
- Fantasia: Acadêmicos do Tucuruvi
- Destaque: Camisa Verde e Branco (Nelson Coelho)
- Enredo: Acadêmicos do Tucuruvi
- Comissão de Frente: Estrela do Terceiro Milênio
- Espontaneidade: Vai-Vai
- Mestre-Sala e Porta-Bandeira: Vai-Vai
- Passista: Acadêmicos do Tucuruvi (Cíntia Melo)
- Samba Enredo: Camisa Verde e Branco
- Bateria: Estrela do Terceiro Milênio
- Time de Canto: Camisa Verde e Branco
- Velha Guarda: Vai-Vai
- Ala das Baianas: Vai-Vai
- Personalidade: Camisa Verde e Branco (Dadinho)

Grupo de Acesso 2
- Conjunto Visual: Camisa 12
- Mestre-Sala e Porta-Bandeira: Unidos do Peruche
- Bateria: Uirapuru da Mooca
- Samba-Enredo: Dom Bosco de Itaquera
- Espontaneidade: Morro de Casa Verde
- Comissão de Frente: Amizade da Zona Leste

2019
Grupo de Acesso 1
- Escola: Barroca Zona Sul
- Alegoria: Independente Tricolor
- Fantasia: Independente Tricolor
- Destaque: Camisa Verde e Branco (Nelson Coelho)
- Enredo: Mocidade Unida da Mooca
- Comissão de Frente: Barroca Zona Sul
- Espontaneidade: Barroca Zona Sul
- Mestre-Sala e Porta-Bandeira: Unidos do Peruche
- Passista: Pérola Negra (Samara Carneiro)
- Samba-Enredo: Barroca Zona Sul
- Bateria: Nenê de Vila Matilde
- Melodia/ Time de Canto: Nenê de Vila Matilde
- Velha Guarda: Leandro de Itaquera
- Ala das Baianas: Nenê de Vila Matilde
- Personalidade: Leandro de Itaquera (Edson do Prado)

Grupo de Acesso 2
- Conjunto Visual: Estrela do Terceiro Milênio
- Mestre-Sala e Porta-Bandeira: Combinados de Sapopemba
- Bateria: Imperador do Ipiranga
- Samba-Enredo: Unidos de Santa Bárbara
- Espontaneidade: Dom Bosco de Itaquera
- Personalidade: Dom Bosco de Itaquera (Padre Rosalvino)

2018
- Escola: Águia de Ouro
- Alegoria: Águia de Ouro
- Fantasia: Águia de Ouro
- Destaque: Camisa Verde e Branco (Nelson Coelho)
- Enredo: Colorado do Brás
- Comissão de Frente: Pérola Negra
- Espontaneidade: Barroca Zona Sul
- Mestre-Sala e Porta-Bandeira: Águia de Ouro
- Passista: Nenê de Vila Matilde (Jonathan Henrique)
- Rainha: Águia de Ouro (Cinthia Santos)
- Samba-Enredo: Camisa Verde e Branco
- Bateria: Nenê de Vila Matilde
- Melodia/ Time de Canto: Águia de Ouro
- Velha Guarda: Barroca Zona Sul
- Ala das Baianas: Pérola Negra
- Personalidade: Colorado do Brás (3º Casal Mestre-Sala e Porta-Bandeira)

2017
- Escola: Colorado do Brás
- Alegoria: Independente Tricolor
- Fantasia: Colorado do Brás
- Destaque: X-9 Paulistana (José Marin)
- Enredo: Colorado do Brás
- Comissão de Frente: Colorado do Brás
- Evolução: Camisa Verde e Branco
- Mestre-Sala e Porta-Bandeira: Imperador do Ipiranga
- Passista: Imperador do Ipiranga (Viviane Rodrigues)
- Samba-Enredo: Colorado do Brás
- Bateria: Camisa Verde e Branco
- Melodia/ Time de Canto: X-9 Paulistana
- Harmonia: Colorado do Brás
- Velha Guarda: Camisa Verde e Branco
- Ala das Baianas: Pérola Negra
- Personalidade: Leandro de Itaquera (Karin Darling)

2016
- Escola: Camisa Verde e Branco
- Bateria: Camisa Verde e Branco
- Samba-Enredo: Camisa Verde e Branco
- Harmonia: Leandro de Itaquera
- Evolução: Camisa Verde e Branco
- Melodia: Leandro de Itaquera
- Alegoria: Mancha Verde
- Fantasia: Mancha Verde
- Enredo: Tom Maior
- Mestre-Sala e Porta-Bandeira: Mancha Verde
- Comissão de Frente: Camisa Verde e Branco
- Velha Guarda: Camisa Verde e Branco
- Ala das Baianas: Independente Tricolor
- Destaque: Camisa Verde e Branco
- Passista: Independente Tricolor

2015
- Escola: Camisa Verde e Branco
- Bateria: Camisa Verde e Branco
- Samba-Enredo: Leandro de Itaquera
- Harmonia: Unidos do Peruche
- Evolução: Unidos do Peruche
- Melodia: Leandro de Itaquera
- Alegoria: Pérola Negra
- Fantasia: Pérola Negra
- Enredo: Camisa Verde e Branco
- Mestre-Sala e Porta-Bandeira: Camisa Verde e Branco
- Comissão de Frente: Leandro de Itaquera
- Velha Guarda: Camisa Verde e Branco
- Ala das Baianas: Pérola Negra
- Destaque: Imperador do Ipiranga
- Passista: Pérola Negra

2014
- Escola: Unidos de Vila Maria
- Bateria: Camisa Verde e Branco
- Samba-Enredo: Camisa Verde e Branco
- Harmonia: Mancha Verde
- Evolução: Unidos de Vila Maria
- Melodia: Estrela do Terceiro Milênio
- Alegoria: Mancha Verde
- Fantasia: Unidos de Vila Maria
- Enredo: Unidos de Vila Maria
- Mestre-Sala e Porta-Bandeira: Estrela do Terceiro Milênio
- Comissão de Frente: Unidos de Vila Maria
- Velha Guarda: Unidos de Vila Maria
- Ala das Baianas: Mancha Verde
- Destaque: Unidos de Vila Maria
- Passista: Camisa Verde e Branco
- Personalidade: Camisa Verde e Branco

2013
- Escola: Camisa Verde e Branco
- Bateria: Imperador do Ipiranga
- Samba-Enredo: Leandro de Itaquera
- Time de Canto: Leandro de Itaquera
- Melodia: Leandro de Itaquera
- Harmonia: Camisa Verde e Branco
- Evolução: Pérola Negra
- Enredo: Camisa Verde e Branco
- Alegoria: Pérola Negra
- Fantasia: Pérola Negra
- Destaque: Pérola Negra
- Comissão de Frente: Leandro de Itaquera
- Mestre-Sala e Porta-Bandeira: Camisa Verde e Branco
- Velha Guarda: Unidos do Peruche
- Ala das Baianas: Unidos do Peruche
- Passista: Camisa Verde e Branco
- Personalidade: Camisa Verde e Branco

2012
- Escola: Nenê de Vila Matilde
- Bateria: Unidos do Peruche
- Samba-Enredo: Acadêmicos do Tatuapé
- Time de Canto: Acadêmicos do Tatuapé
- Harmonia: Nenê de Vila Matilde
- Enredo: Acadêmicos do Tatuapé
- Alegoria: Leandro de Itaquera
- Fantasia: Acadêmicos do Tatuapé
- Destaque: Nenê de Vila Matilde
- Comissão de Frente: Acadêmicos do Tatuapé
- Mestre-Sala e Porta-Bandeira: Nenê de Vila Matilde
- Velha Guarda: Leandro de Itaquera
- Ala das Baianas: Nenê de Vila Matilde
- Passista: Leandro de Itaquera
- Personalidade: Imperador do Ipiranga

2011
- Escola: Dragões da Real
- Bateria: Morro da Casa Verde
- Samba-Enredo: Camisa Verde e Branco
- Time de Canto: Acadêmicos do Tatuapé
- Harmonia: Dragões da Real
- Enredo: Acadêmicos do Tatuapé
- Alegoria: Dragões da Real
- Fantasia: Dragões da Real
- Destaque: Camisa Verde e Branco
- Comissão de Frente: Camisa Verde e Branco
- Mestre-Sala e Porta-Bandeira: Leandro de Itaquera
- Velha Guarda: Camisa Verde e Branco
- Ala das Baianas: Dragões da Real
- Passista: Leandro de Itaquera
- Personalidade: Torcida Jovem (Cosmo Damião)

2010
- Escola: Unidos do Peruche
- Bateria: Nenê de Vila Matilde
- Samba-Enredo: Unidos do Peruche
- Time de Canto: Uirapuru da Mooca
- Harmonia: Nenê de Vila Matilde
- Enredo: Unidos do Peruche
- Alegoria: Unidos do Peruche
- Fantasia: Unidos do Peruche
- Destaque: Camisa Verde e Branco
- Comissão de Frente: Camisa Verde e Branco
- Mestre-Sala e Porta-Bandeira: Dragões da Real
- Velha Guarda: Nenê de Vila Matilde
- Ala das Baianas: Camisa Verde e Branco
- Personalidade: Morro da Casa Verde (Dona Guga)

2009
- Escola: Águia de Ouro
- Bateria: Águia de Ouro
- Samba-Enredo: Combinados de Sapopemba
- Time de Canto: Águia de Ouro
- Harmonia: Águia de Ouro
- Enredo: Morro da Casa Verde
- Alegoria: Águia de Ouro
- Fantasia: Águia de Ouro
- Destaque: Camisa Verde e Branco
- Comissão de Frente: Camisa Verde e Branco
- Mestre-Sala e Porta-Bandeira: Camisa Verde e Branco
- Velha Guarda: Imperador do Ipiranga
- Ala das Baianas: Águia de Ouro
- Passista: Águia de Ouro
- Personalidade: Camisa Verde e Branco

2008
- Escola: Unidos do Peruche
- Bateria: Acadêmicos do Tatuapé
- Samba-Enredo: Barroca Zona Sul
- Time de Canto: Barroca Zona Sul
- Espontaneidade (Harmonia): Barroca Zona Sul
- Enredo: Imperador do Ipiranga
- Alegoria: Prova de Fogo
- Fantasia: Unidos do Peruche
- Destaque: Leandro de Itaquera
- Comissão de Frente: Unidos do Peruche
- Mestre-Sala e Porta-Bandeira: Unidos do Peruche
- Velha Guarda: Imperador do Ipiranga
- Ala das Baianas: Leandro de Itaquera

2007
- Escola: Camisa Verde e Branco
- Ala das Baianas: Camisa Verde e Branco
- Alegorias: Leandro de Itaquera
- Bateria: Imperial
- Carnavalesco: Barroca Zona Sul
- Comissão de Frente: Leandro de Itaquera
- Destaque: Leandro de Itaquera
- Espontaneidade: Camisa Verde e Branco
- Fantasias: Camisa Verde e Branco
- Mestre-Sala e Porta-Bandeira: Camisa Verde e Branco
- Passista: Camisa Verde e Branco
- Personalidade: Imperial
- Samba no Pé: Barroca Zona Sul
- Samba-Enredo: Imperial
- Time de Canto: Unidos de São Lucas

2006
- Escola: Imperador do Ipiranga
- Ala das Baianas: Imperador do Ipiranga
- Alegorias: Pérola Negra
- Bateria: Imperador do Ipiranga
- Carnavalesco: Pérola Negra
- Comissão de Frente: Camisa 12
- Destaque: Dragões da Real
- Espontaneidade: União Independente da Zona Sul
- Fantasias: Pérola Negra
- Mestre-Sala e Porta-Bandeira: Pérola Negra
- Passista: Imperador do Ipiranga
- Personalidade: União Independente da Zona Sul
- Samba no Pé: Barroca Zona Sul
- Samba-Enredo: Imperador do Ipiranga
- Time de Canto: Imperador do Ipiranga

2005
- Escola: Unidos do Peruche
- Ala das Baianas: Gaviões da Fiel Torcida
- Alegorias: Gaviões da Fiel Torcida
- Bateria: Unidos do Peruche
- Carnavalesco: Unidos do Peruche
- Comissão de Frente: Pérola Negra
- Destaque de Luxo: Gaviões da Fiel Torcida
- Espontaneidade: Primeira da Aclimação
- Fantasias: Gaviões da Fiel Torcida
- Mestre-Sala e Porta-Bandeira: Unidos do Peruche
- Passista Feminina: Unidos do Peruche
- Personalidade: Pérola Negra
- Samba no Pé: Unidos do Peruche
- Samba-Enredo: Pérola Negra
- Time de Canto: Pérola Negra

2004
- Escola: Mancha Verde
- Alas das Baianas: Mancha Verde
- Alegorias: Mancha Verde
- Bateria: Tom Maior
- Canto e Empolgação: Mancha Verde
- Comissão de Frente: Mancha Verde
- Destaque de Luxo: Morro da Casa Verde
- Enredo: Mancha Verde
- Fantasias: Mancha Verde
- Mestre-Sala e Porta-Bandeira: Unidos de São Lucas
- Samba no Pé: Morro da Casa Verde
- Samba-Enredo: Morro da Casa Verde

2003
- Escola: Acadêmicos do Tatuapé
- Alas das Baianas: Acadêmicos do Tatuapé
- Alegorias: Mancha Verde
- Bateria: Mancha Verde
- Canto: Pérola Negra
- Comissão de Frente: Morro da Casa Verde
- Empolgação: Tom Maior
- Enredo: Acadêmicos do Tatuapé
- Fantasias: Morro da Casa Verde
- Mestre-Sala e Porta-Bandeira: Tom Maior
- Samba no Pé: Morro da Casa Verde
- Samba-Enredo: Tom Maior